# Danaé Blais
Danaé Blais (Châteauguay, 10 maggio 1999) è una pattinatrice di short track canadese.

## Palmarès
- Mondiali

Montréal 2022: argento nella staffetta 3000 m.
Rotterdam 2024: bronzo nella staffetta 3000 m.
Pechino 2025: oro nella staffetta 2000 m mista.
- Mondiali junior

Tomaszów Mazowiecki 2018: oro nella staffetta 3000 m.